# Dilobopterus knighti
Dilobopterus knighti är en insektsart som beskrevs av Young 1977. Dilobopterus knighti ingår i släktet Dilobopterus och familjen dvärgstritar. Inga underarter finns listade i Catalogue of Life.